# Gallia Transpadana

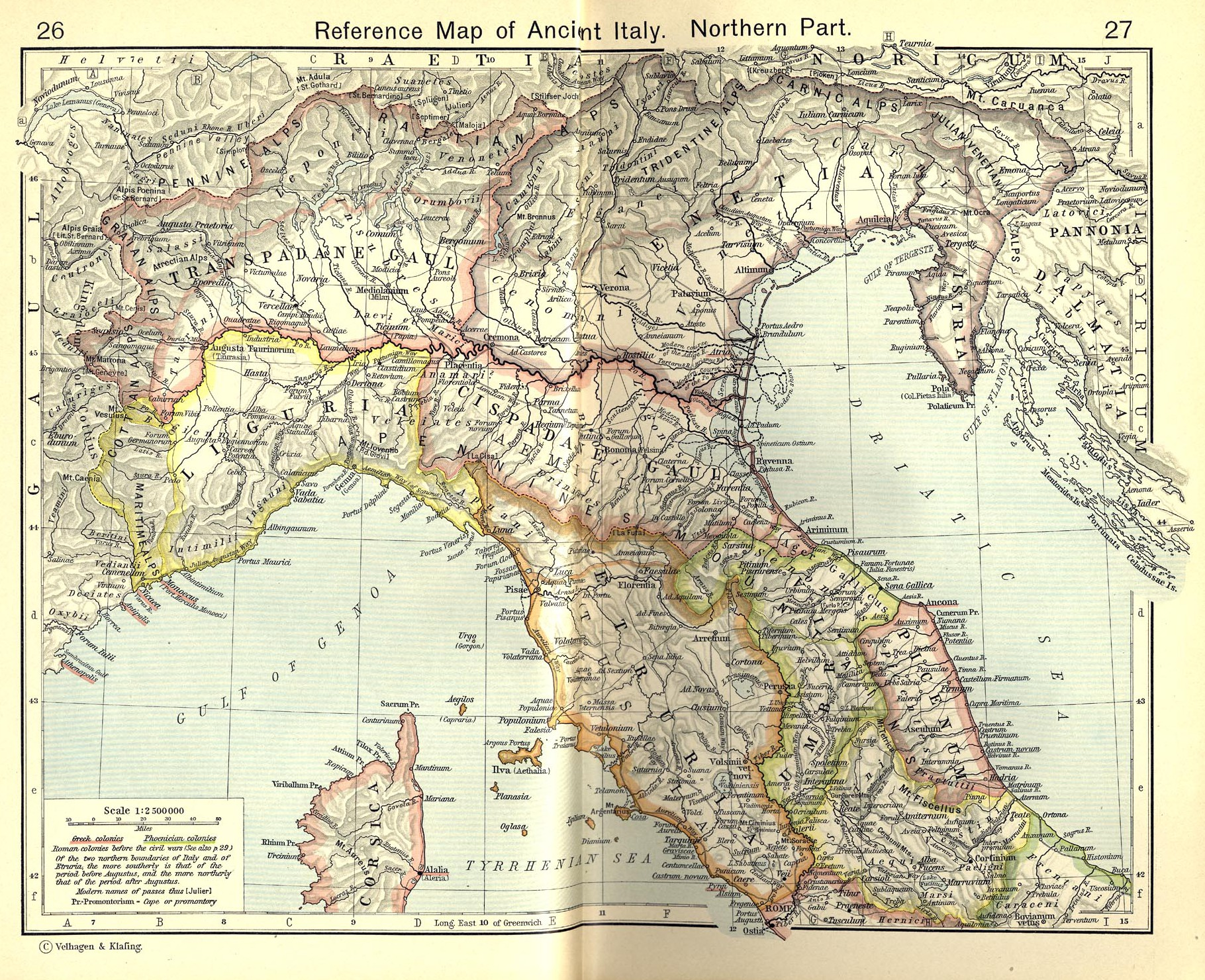
Shepherd-kaart van Noord-Italië in de oudheid

Gallia Transpadana ("Gallië aan de overkant van de Po") was een streek die samen met Gallia Cispadana ("Gallië aan deze kant van de Po") de Romeinse provincie Gallia Cisalpina vormde. Gallia Transpadana besloeg het gebied tussen de rivier de Po en de Alpen; de oostelijke grens liep vermoedelijk ten westen van Brescia en Cremona. Gallia Transpadana werd bewoond door Keltische stammen als de Taurini en de Insubres. De Keltische achtergrond komt onder andere terug in plaatsnamen als Mediolanum (Milaan) en Augusta Taurinorum (Turijn).
In 49 v.Chr. viel door een lex Iulia van Gaius Julius Caesar de vrije burgers van deze regio het Romeins burgerrecht te beurt. Niettemin bleef Gallia Cisalpina tot in 43 v.Chr. een provincia en had men dus het vreemde verschijnsel van een provincia, bevolkt met Romeinse burgers. In 7 v.Chr. maakte keizer Augustus een nieuwe indeling van Italië, waarbij Gallia Cisalpina verdeeld werd over vier regio's: Regio VIII Gallia Cispadana, Regio IX Liguria, Regio X Venetia et Histria en Regio XI Gallia Transpadana.